# Számozott basszus
A számozott basszus a barokk zene alapvető kompozíciós technikája. A basso continuo számozással bővítve ad akkordokká bővített kíséretet a zeneművekhez. 

A jelzésrendszer az összhangzattan alapjává vált: a római számok jelölik a hangnem hét fokát (pl. az A-dúr V. foka: e, a fisz-moll I. fokú hármashangzata: fisz-a-cisz).  Az arab számok a felső hangokat a basszustól elválasztó, a hangzatokat meghatározó hangközöket jelzik, pl. 2: szekund-akkord, 6: szext-akkord, 9: nón-akkord.
Billentyűs hangszerek (csembaló, orgona) vagy hangszercsoportok szólaltatták meg.